# Ђумругџија
Ђумругџија је раније, у 19. веку, био назив за цариника. На граничним прелазима задатак му је да наплати ђумрук (царину) за потребе пуњења буџета.
Назив је изведен од речи ђумрук што је био турски назив за царину.
Вук Караџић је у једном периоду свог живота био ђумругџија у Кладову где га је поставио Јевта Савић-Чотрић.